# Discestra lodbjergensis
Discestra lodbjergensis är en fjärilsart som beskrevs av Kerry Knudsen och Hoffmeyer 1935. Discestra lodbjergensis ingår i släktet Discestra och familjen nattflyn. Inga underarter finns listade i Catalogue of Life.